# Slovenská demokratická a kresťanská únia – Demokratická strana
Die Slovenská demokratická a kresťanská únia – Demokratická strana (SDKÚ–DS: deutsch: Slowakische Demokratische und Christliche Union – Demokratische Partei) ist eine slowakische christdemokratische und liberal-konservative Partei. Sie entstand im Jahr 2000 aus der SDK und war bis 2016 im slowakischen Nationalrat vertreten.
Sie war bisher dreimal an einer slowakischen Regierung beteiligt und stellte mit Mikuláš Dzurinda (2000–2002, 2002–2006) bzw. Iveta Radičová (2010–2012) jedes Mal den Ministerpräsidenten. Seit 2016 ist sie politisch bedeutungslos.

## Gründung
Die SDKÚ entstand im Jahr 2000. Sie wurde vom damaligen slowakischen Ministerpräsidenten Mikuláš Dzurinda gegründet. Die Partei entstand, als sich Dzurinda gemeinsam mit einigen Ministern weigerte, aus der Partei-Allianz SDK auszutreten und in seine ursprüngliche Partei Christlich-demokratische Bewegung (KDH) zurückzukehren. Die SDKÚ bildete sich so aus Mitgliedern beider Parteien. Ein Teil der Mitglieder ist gemäßigt konservativ (ehemalige KDH-Mitglieder), ein Teil ist liberal (ehem. Mitglieder der Demokratischen Union), weitere sind aus der bürgerlich-konservativen Demokratischen Partei.
Die möglichen innenparteilichen Streitigkeiten, die durch die Verbindung von zwei gegensätzlichen Weltanschauungen entstehen könnten, wurden durch das Beiseiteschieben der ideologischen Komponenten im Vorhinein beseitigt. Das zeigte sich von Anfang an an den Themen, die die Parteivertreter in der politischen Debatte unterstrichen. Während der ersten Dzurinda-Regierung richtete sich die Politik der SDKÚ vor allem auf die Themen wie NATO- und EU-Integration. Nach dem Beitritt der Slowakei zur EU und der NATO suchte sie nach neuen Schlüsselthemen. Nach dem Erfolg der Regierung in der Wirtschaftspolitik konzentrierte die SDKÚ–DS ihre Aufmerksamkeit auf die Themen, die mit den aktuellen Wirtschaftsreformen (gleicher Steuersatz, die Reform des Rentensystems, die Reform des Gesundheitswesens) verbunden waren.
Als liberal-konservative Partei tritt sie für die freie Marktwirtschaft ein. Die SDKÚ war bis Anfang 2018 Mitglied der Europäischen Volkspartei. Sie musste diese wegen Nichtzahlung der Mitgliedsbeiträge verlassen.

## Historische Entwicklung

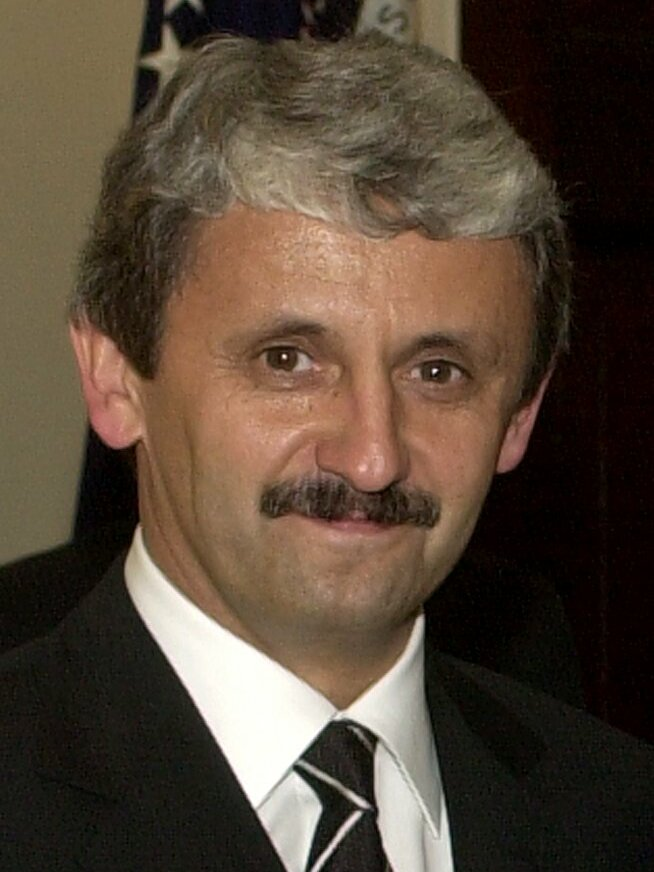
Mikuláš Dzurinda (ca. 2005)

Die SDKÚ ging aus der Wahl im Jahr 2002 mit 15,1 % als zweitstärkste Kraft hervor. Gemeinsam mit der Partei der ungarischen Koalition (SMK-MKP), der Christlich-Demokratischen Bewegung (KDH) und der Allianz des neuen Bürgers (ANO) bildete sie eine Mitte-rechts-Regierung (Dzurinda II) und begann mit umfangreichen Reformen (Pensionsreform, Einführung der Flat Tax). Der Parteivorsitzende Mikuláš Dzurinda blieb slowakischer Ministerpräsident. Zur Präsidentschaftswahl 2004 stellte die SDKÚ den Außenminister Eduard Kukan auf, der mit 22,1 % hinter Vladimír Mečiar und Ivan Gašparovič nur auf den dritten Platz kam. Am 21. Januar 2006 vereinigte sich die Partei mit der kleineren Demokratischen Partei (DS), seitdem wird der heutige Name SDKÚ–DS verwendet. Anfang Februar 2006 zerfiel die Regierung, nachdem sich die SDKÚ mit dem Koalitionspartner KDH zerstritten hatte. Die für 2006 vorgesehenen Parlamentswahlen wurden daraufhin ein paar Wochen vorgezogen.
Bei der Parlamentswahl im Juni 2006 erlangte die SDKÚ–DS 18,35 % der Stimmen und 31 Mandate im Nationalrat der Slowakischen Republik und wurde hinter der Smer-SD wieder zweitstärkste Partei. Mikuláš Dzurinda musste jedoch sein Amt als Ministerpräsident abgeben, da der Smer-Vorsitzende Robert Fico eine Regierung bilden konnte. Die SDKÚ–DS war fortan die größte Oppositionspartei im Parlament. Bei der Präsidentschaftswahl in der Slowakei 2009 trat für die SDKÚ-DS Iveta Radičová an, die auch von den ehemaligen Koalitionspartnern SMK-MKP und KDH unterstützt wurde. Mit 38,05 % im ersten, bzw. 44,47 % im zweiten Wahlgang konnte sie sich nicht gegen den amtierenden Präsidenten Ivan Gašparovič durchsetzen, der von den Regierungsparteien Smer und SNS unterstützt wurde.

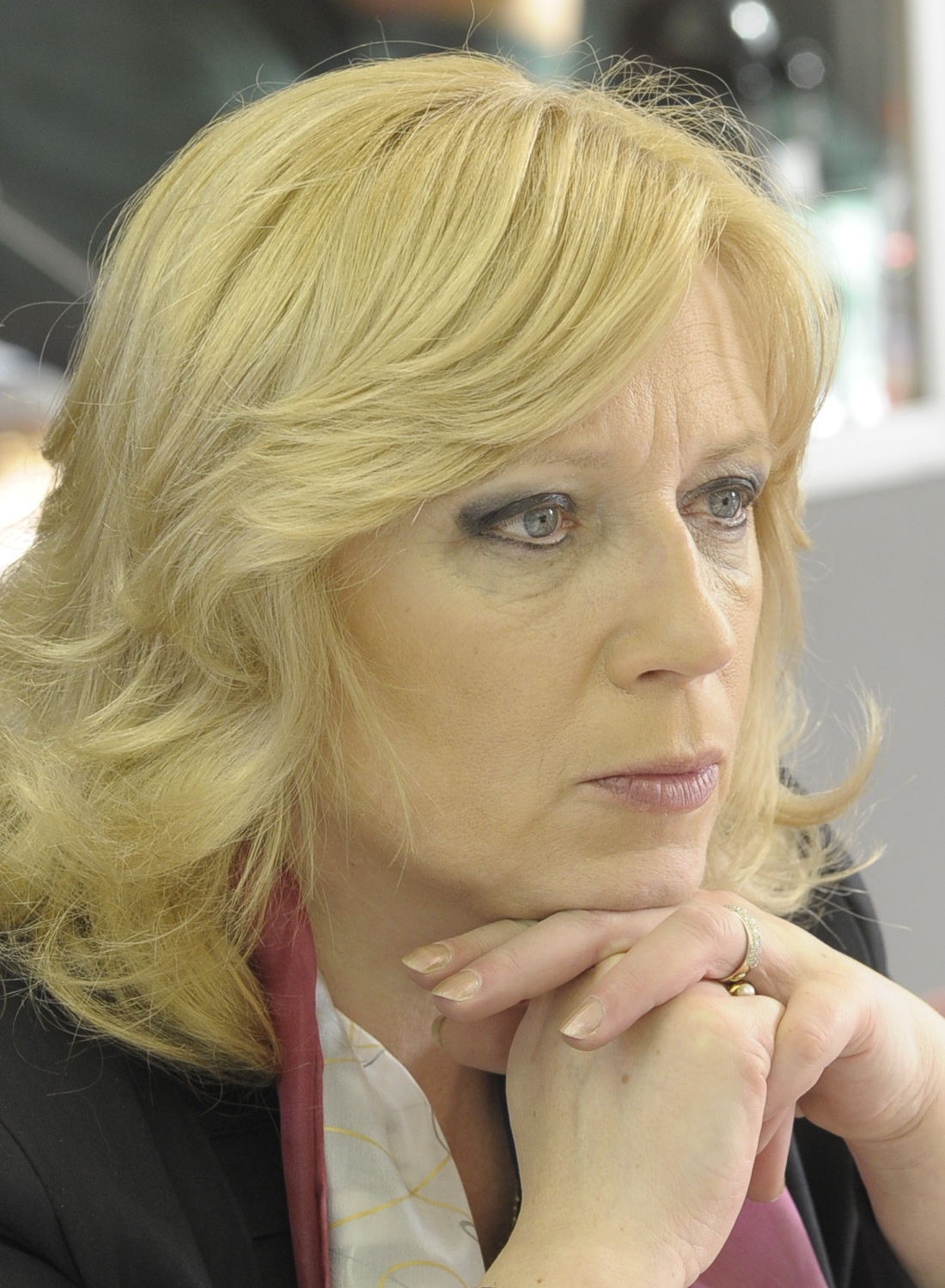
Iveta Radičová (2010)

Bei der Parlamentswahl am 12. Juni 2010 trat Parteivorsitzender Dzurinda nicht mehr als Spitzenkandidat der SDKÚ-DS an. Die Partei stellte stattdessen Iveta Radičová als Spitzenkandidatin auf. Mit leichten Verlusten blieb die Partei mit 15,42 % bzw. 28 von 150 Mandaten zweitstärkste Partei. Obwohl der Abstand zur bis dahin regierenden Partei Smer-SD, die 62 Mandate auf sich vereinigte, erheblich war, konnte sie mit drei weiteren bürgerlichen Parteien, der KDH und den neu ins Parlament gekommenen Parteien SaS und Most–Híd eine Koalitionsregierung bilden, die 79 von 150 Mandaten auf sich vereinigte. Dzurinda übernahm das Amt des Außenministers.
Die 2010 gebildete Koalition zerbrach jedoch im Oktober 2011 am Streit um die Zustimmung der Slowakei zur Erweiterung des EFSF-Rettungsschirmes, die vom Koalitionspartner SaS nicht mitgetragen wurde. Ministerpräsidentin Radičová verlor die mit der Zustimmung verknüpfte Vertrauensabstimmung im Parlament. Ihre Regierung blieb bis zu den vorgezogenen Parlamentswahlen im März 2012 kommissarisch im Amt. Die SDKÚ-DS wurde im Vorfeld der Wahlen stark durch die „Gorilla-Affäre“ erschüttert. Bei den Wahlen, bei denen Iveta Radičová nicht mehr antrat, erlitt die SDKÚ starke Verluste und erhielt nur noch 6,1 % der Stimmen und 11 von 150 Mandaten. Die Partei war seitdem wieder in der Opposition. Dzurinda trat als Parteivorsitzender zurück, sein Nachfolger wurde Pavol Frešo. Bei der Präsidentschaftswahl 2014 sprach sich SDKÚ für den KDH-Kandidaten Pavol Hrušovský aus, der jedoch nur 3,3 % der Stimmen erhielt. Bei der Europawahl im selben Jahr erhielt sie 7,75 % und zwei Sitze. Die beiden EU-Parlamentarier der SDKÚ, Ivan Štefanec und Eduard Kukan, verließen die Partei 2015 bzw. 2016.
Bei den nachfolgenden Parlamentswahlen 2016 kam die Partei nur noch auf 0,26 % der Stimmen und ist seitdem nicht mehr in Nationalrat vertreten. Im Juli 2016 endete Frešos Amtszeit als Parteivorsitzender, ohne dass ein Nachfolger gewählt wurde. Die Partei wurde anschließend vom stellvertretenden Vorsitzenden Milan Roman geführt und ist politisch inaktiv. Der Investor Igor Rattaj, der für die hoch verschuldete Partei gebürgt hatte, übernahm die Parteizentrale. Die Europäische Volkspartei schloss SDKÚ-DS 2018 aus, weil sie ihre Mitgliedsbeiträge nicht gezahlt hat und „praktisch inexistent“ ist. Nachdem die Partei weder bei der Europawahl 2019 noch bei den Nationalratswahlen 2020 angetreten war, trat sie bei der vorgezogenen Nationalratswahl 2023 mit einer eigenen Kandidatenliste an, auf der aber von möglichen 150 Plätzen nur elf Plätze besetzt waren. Mit 771 Stimmen wurde ein Stimmenanteil von nur 0,02 % erreicht. Als Spitzenkandidat ist der slowakische Unternehmer Branislav Rybárik angetreten.

## Wahlergebnisse in der Übersicht
| Jahr | Wahl                | Stimmenanteil | Sitze  | Platz | Position                         |
| ---- | ------------------- | ------------- | ------ | ----- | -------------------------------- |
| 2002 | Parlamentswahl 2002 | 15,1 %        | 28/150 | 2.    | Regierungsbeteiligung            |
| 2004 | Europawahl 2004     | 17,1 %        | 3/14   | 1.    | —                                |
| 2006 | Parlamentswahl 2006 | 18,4 %        | 31/150 | 2.    | Opposition                       |
| 2009 | Europawahl 2009     | 17,0 %        | 2/14   | 2.    | —                                |
| 2010 | Parlamentswahl 2010 | 15,4 %        | 28/150 | 2.    | Regierungsbeteiligung            |
| 2012 | Parlamentswahl 2012 | 06,1 %        | 11/150 | 5.    | Opposition                       |
| 2014 | Europawahl 2014     | 07,8 %        | 2/14   | 3.    | —                                |
| 2016 | Parlamentswahl 2016 | 00,3 %        | 0/150  | 15.   | außerparlamentarische Opposition |
| 2023 | Parlamentswahl 2023 | 000,02 %      | 0/150  | 25.   | außerparlamentarische Opposition |